# 杨岗镇
杨岗镇，是中华人民共和国黑龙江省鸡西市虎林市下辖的一个乡镇级行政单位。

## 行政区划
杨岗镇下辖以下地区：
新建村、杨树河村、杨岗村、六人班村、富国村、湖北村、合民村和朝阳村。